# Under Rug Swept
Under Rug Swept peti je studijski album pjevačice Alanis Morissette. To je prvi album koji je Alanis sama producirala i objavljen je 26. veljače 2002. (Maverick Records).

## Popis pjesama
(Sve pjesme napisala je Alanis Morissette)
1. "21 Things I Want in a Lover" – 3:28,
2. "Narcissus" – 3:38
3. "Hands Clean" – 4:32
4. "Flinch" – 6:03
5. "So Unsexy" – 5:09
6. "Precious Illusions" – 4:11
7. "That Particular Time" – 4:22
8. "A Man" – 4:34
9. "You Owe Me Nothing in Return" – 4:58
10. "Surrendering" – 4:35
11. "Utopia" – 5:00
12. "Sister Blister" – 4:08*
13. "Flinch (Live at the Whiskey)" – 6:42*

- Ove dvije zadnje pjesme su 'bonus download' dostupni za skidanje s   Arhivirana inačica izvorne stranice od 25. prosinca 2014. (Wayback Machine) underrugswept.com preko registracijskog programa koji se nalazi na US inačici albuma.

## Suradnici na albumu
Eric Avery - Bass

Chris Bruce - Bass

Dean DeLeo - Guitar

Flea - Bass

Rob Jacobs - Engineer, Mixing

Me'Shell NdegéOcello - Bass

Jamie Muhoberac - Keyboards

Gary Novak - Percussion, Drums

Carmen Rizzo - Keyboards, Programming, Engineer

Tim Thorney - Bass, Guitar

Alanis Morissette - Guitar, Keyboards, Vocals, Producer, Creative Director

Joel Shearer - Guitar

Nick Lashley - Guitar

Andrew Scheps - Digital Editing

Bryan Carrigan - Mixing Engineer

Chris Fogel - Mixing

Mike Harlow - Engineer

Brad Nelson - Engineer

Shari Sutcliffe - Coordination

Johnny Talbot - Keyboards

Rich Tapper - Assistant Engineer

Carlos Cano - Assistant Engineer

Chris Chaney - Bass

Lior Goldenberg - Assistant Engineer

Vince Giannini - Guitar Technician

Rankin - Photography

Pete Novak - Assistant Engineer

Kevin Guarnieri - Engineer, Assistant Engineer

Chris Wonzer - Assistant Engineer

Richard Causon - Piano

Dave Lee - Bass Technician

Jeff Rothschild - Assistant Engineer

Frank Maddocks - Art Direction, Design, Creative Director

Bruce Nelson - Guitar Technician

Aaron Fessel - Assistant Engineer

## Pozicije na ljestvicama
Album:

2002 Under Rug Swept The Billboard 200 No. 1

2002 Under Rug Swept Top Canadian Albums No. 1

2002 Under Rug Swept Top Internet Albums No. 1
Singlovi

2002 Hands Clean Adult Top 40 No. 3

2002 Hands Clean Canadian Singles Chart No. 1

2002 Hands Clean Top 40 Mainstream No. 19

2002 Hands Clean Top 40 Tracks No. 15

2002 Hands Clean The Billboard Hot 100 No. 23

2002 Precious Illusions Adult Top 40 No. 16